# Alby

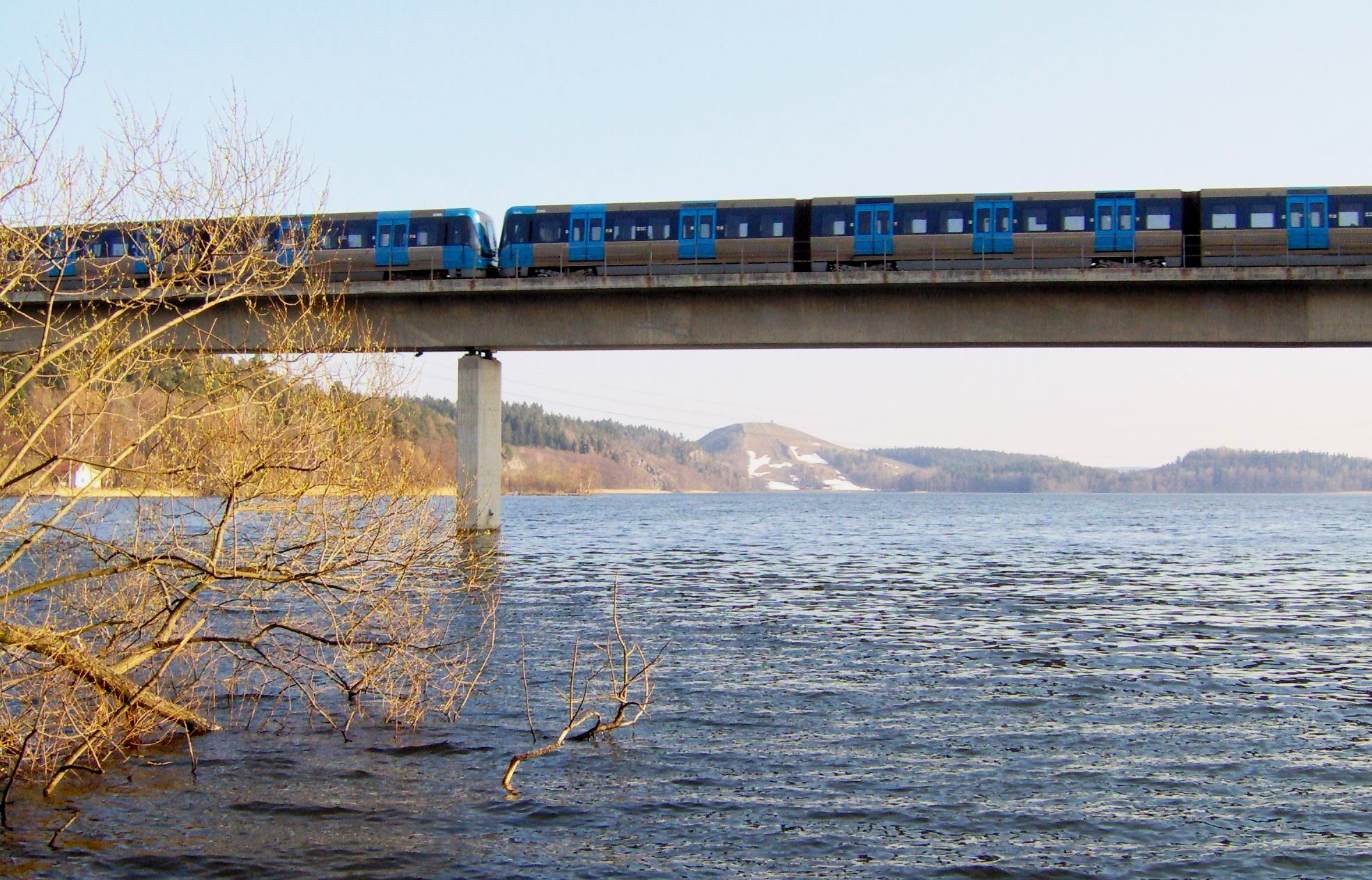
Der Albysjön

Alby ist ein Gemeindeteil (kommundel) der schwedischen Gemeinde Botkyrka in der Provinz Stockholms län sowie seit 1975 Teil des Tätorts Stockholm. Insgesamt leben etwa 11.400 Einwohner in Alby, von denen 60,6 % ausländischer Herkunft sind. 7,4 % der Einwohner sind arbeitslos (Stand: 31. Dezember 2010).

## Geografie
Die Ortschaft liegt inmitten von Wald am Albysjön (deutsch: „Albysee“), der auch einen eigenen Hafen an einer kleinen Bucht besitzt. 

## Geschichte
Der Ortsname ist aus al, dem schwedischen Wort für „Erlen“ und by, „Dorf“, zusammengesetzt und bedeutet somit „Erlendorf“.
In Alby wurden Spuren einer bronzezeitlichen Siedlung entdeckt. Zu den Funden gehören etwa 850 Tonscherben, eine fragmentarische Schaftlochaxt und eine blaue Glasperle.
Albys ursprünglicher Bauernhof wurde im Mittelalter erbaut. Das heutige Bauernhaus wurde 1895 im Empire-Stil errichtet und weist Elemente des Klassizismus auf. Der Erfinder Lars Magnus Ericsson wohnte dort ab 1895 bis zu seinem Tod.
Eine U-Bahn-Station an der Röda linjen der Stockholmer U-Bahn wurde am 12. Januar 1975 eingeweiht.
Das Zentrum wurde in den 1990er Jahren umgestaltet. Es wurde Platz für Unternehmen geschaffen. Außerdem gibt es ein Klinikum, mehrere Baseballplätze und eine eigene Softball-Mannschaft.
Die öffentliche Bibliothek in Alby, die früher am gleichen Standort wie die Albyer Schule stand, zog im April 2008 in ein neues Gebäude. Die alte Bibliothek an der Schule wurde 2009 abgerissen.

## Persönlichkeiten
- Lars Magnus Ericsson (1846–1926)

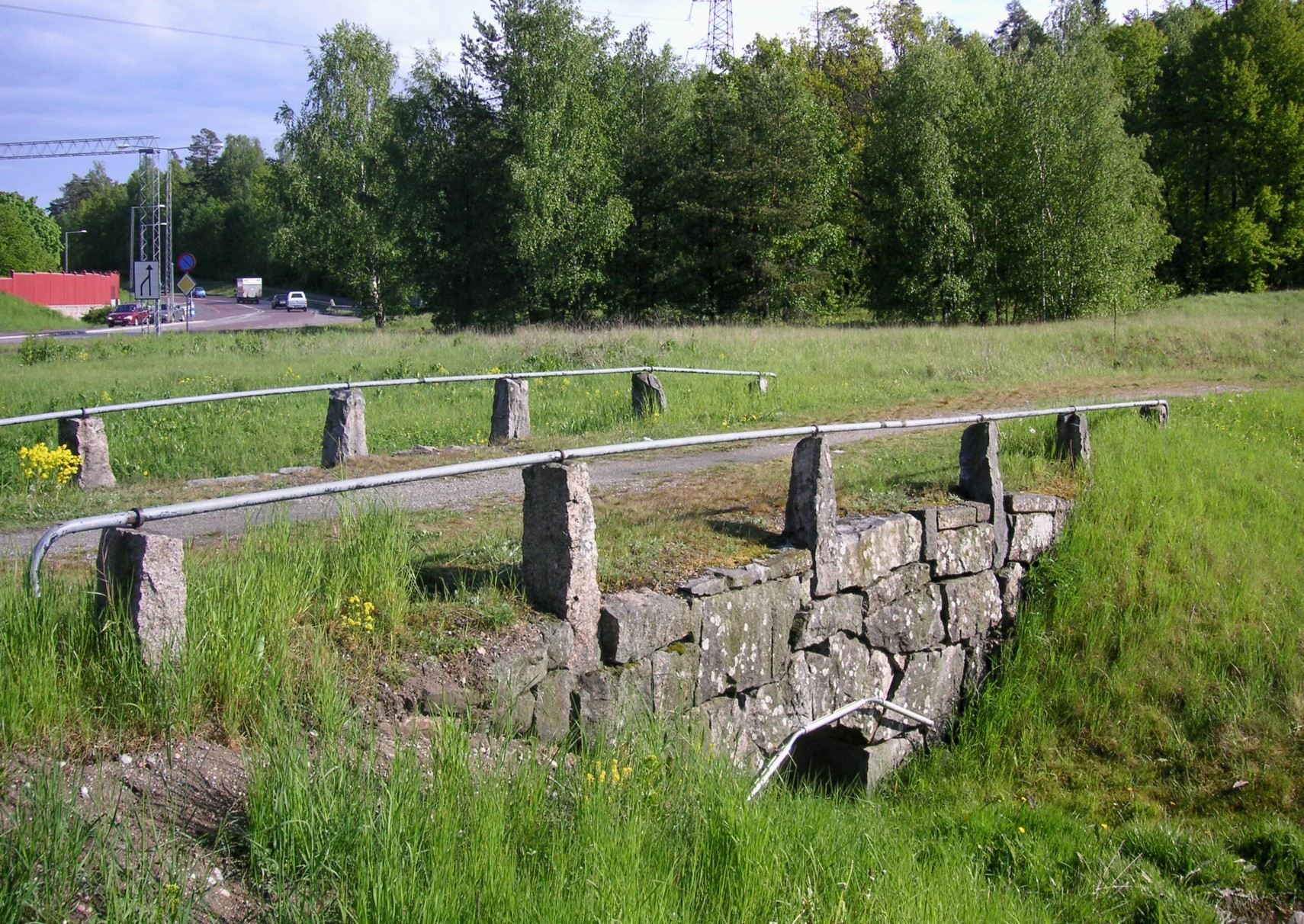
Steinbrücke des Göta landsväg in Alby
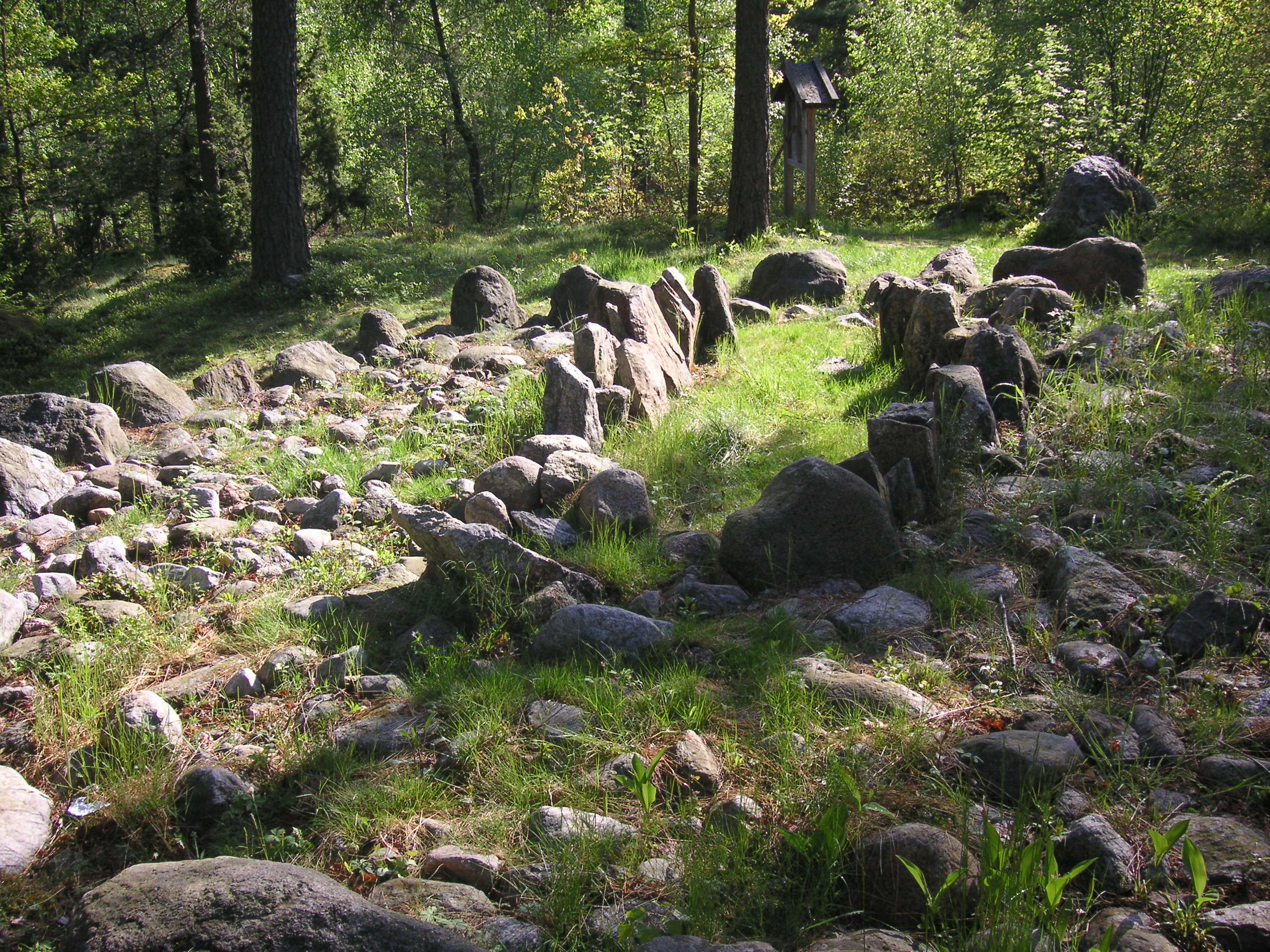
Steinkiste in Alby
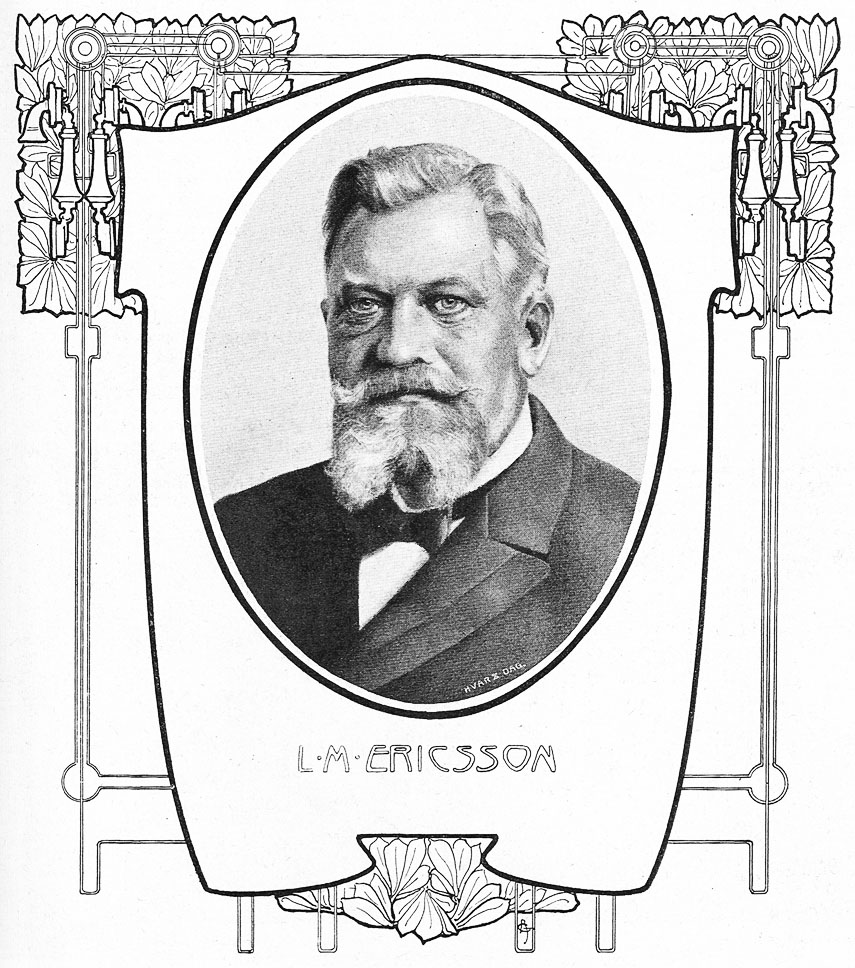
Lars Magnus Ericsson